# BidAir Cargo
BidAir Cargo è una compagnia aerea cargo consociata interamente controllata di Bidvest Group Limited, una società di investimento internazionale. All'interno di questo Gruppo fa parte di BidAir Services, una divisione di Bidvest che gestisce il trasporto di merci in Africa. Nel 2014, BidAir è nata e si è fusa con Imperial Air Cargo.

## Storia
BidAir Cargo venne fondata nel 1996 come Express Air Services la cui flotta di aerei operava su una rete domestica hub and spoke notturna.
Rinominata BidAir Cargo, offre a varie compagnie africane contratti per il trasporto aereo di merci. Nel 2014, BidAir Cargo ha acquisito le attività di Imperial Air Cargo, che operava servizi di trasporto notturno in Sudafrica con una flotta di Boeing 737-200, ritirati nel 2017.

## Destinazioni
A gennaio 2021, BidAir Cargo serve 37 destinazioni nell'Africa meridionale e orientale, nonché a Mauritius e nelle Comore.

## Flotta
A dicembre 2022 la flotta di BidAir Cargo è così composta: